# Phymatostetha binotata
Phymatostetha binotata är en insektsart som beskrevs av William Lucas Distant 1878. Phymatostetha binotata ingår i släktet Phymatostetha och familjen spottstritar. Inga underarter finns listade i Catalogue of Life.